# Acunasus cruciatus
Acunasus cruciatus är en insektsart som beskrevs av Delong 1945. Acunasus cruciatus ingår i släktet Acunasus och familjen dvärgstritar. Inga underarter finns listade i Catalogue of Life.